# Мазари, Балах Шер
Балах Шер Мазари (урду بلخ شیر مزاری‎; 8 июля 1928, Kot Karam Khan, Пенджаб, Британская Индия — 4 ноября 2022, Лахор) — пакистанский государственный деятель. Был исполняющим обязанности премьер-министра Пакистана (1993).

## Биография
Родился 8 июля 1928 года в небольшом посёлке Кот-Карам-Хан. После того как президент Пакистана Гулам Исхак Хан распустил Национальную и Провинциальную ассамблеи 19 апреля 1993 года, он назначил Мазари исполняющим обязанности премьер-министра. Всеобщие выборы были запланированы на 14 июля 1993 года.
Полномочия Мазари, как исполняющего обязанности премьер-министра, закончились 26 мая 1993 года когда Верховный суд Пакистана отменил указ Президента и восстановил Наваза Шарифа в качестве премьер-министра страны.
Скончался 4 ноября 2022 года.